# Natascha – Wettlauf mit dem Tod
Natascha – Wettlauf mit dem Tod ist ein deutscher Fernsehfilm von Bernd Böhlich aus dem Jahr 1996, der im Auftrag für Sat.1 produziert wurde. Der Film geht auf den im Jahre 1995 für Aufsehen erregenden Fall der damals sechsjährigen Olivia Pilhar, deren Eltern die Therapie einer Krebserkrankung zugunsten der Methoden des Arztes Ryke Geerd Hamer verweigerten. Im Film heißt das Mädchen Natascha Bär.

## Handlung
Die Ärzte diagnostizieren bei der jungen Olivia Pilhar Krebs, die Eltern verweigern aber ihrem Kind die verordnete Chemotherapie. Sie wenden sich stattdessen an einen ehemaligen Arzt, der ebenso wenig von Schulmedizin hält. Die österreichischen Behörden drohen dem Ehepaar Pilhar mit der Entziehung des Sorgerechts, weshalb sie kurzzeitig nach Spanien fahren. Wieder zurück, müssen sich die Eltern verantworten und die Chemotherapie wird durchgeführt.

## Kritik
Die Redaktion der Fernsehzeitschrift TV Spielfilm kritisierte: „Aktueller Fall, unbefriedigend aufgearbeitet“. Die Problematik werde allzu plakativ dargestellt, und mache den Gegensatz zwischen Apparatemedizin und "Scharlatanerie" zur Kampfarena der Klischees und wirke zum Ende reichlich überdramatisiert. Daher gab es nur einen Daumen zur Seite.